# QRP
No radioamadorismo,
QRP é uma sigla do código Q internacional que significa "Devo diminuir minha potência de transmissão?"
Também QRP é a modalidade que tem por objetivo estabelecer comunicação bilateral utilizando potência de até 5 Watts.
É uma modalidade que exige dedicação especial do praticante, já que necessita-se de experimentações do sistema irradiante (antena), como também do aparelho (emissor-receptor) propriamente dito, visando contatos com maiores distâncias.

## Prática

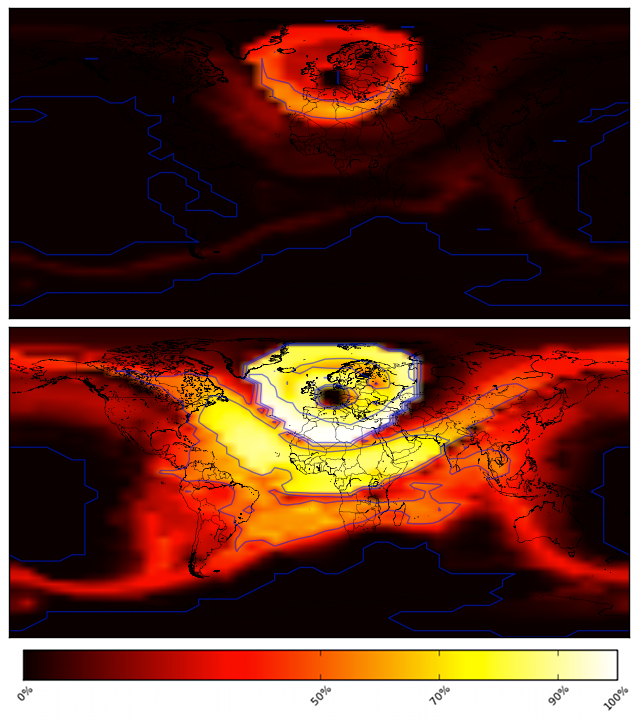
HF Coverage - Porquê o QRP é um desafio. VOACAP simulação de propagação contra distância com 1W (superior) e 99W (inferior) mostrando a faixa reduzida.

Não há um acordo completo sobre o que constitui o poder do QRP. A maioria das organizações amadoras concorda que para  CW,  AM,  FM e data  modos, o  transmissor  potência de saída deve ser de 5 watt s (ou menos). A potência máxima de saída para  SSB (banda lateral única) nem sempre é acordada. Alguns acreditam que a potência não deve ser superior a 10 watts (PEP), enquanto outros afirmam que o limite de energia deve ser de 5 watts. Sabe-se que os QRPers usam até menos de cinco watts, às vezes operando com apenas 100 milliwatts ou até menos. Potência extremamente baixa - 1 watt ou menos - é frequentemente referida pelos entusiastas como QRPp.